# NorgesPatriotene
NorgesPatriotene (NP) är ett norskt politiskt parti. NorgesPatrioterna bildades 2007 av Øyvind Heian. Nasjonaldemokratene gick ihop med NorgesPatriotene samma år. Partiet ställer upp i Stortingsvalet 2009.